# John Cooper (empresário)
John Cooper é um empresário britânico que ocupou o cargo de diretor comercial e financeiro da McLaren Racing.

## Carreira
Cooper qualificou-se como um contabilista na Ernst & Young em 1994 antes de ingressar na Avis Europe como contador financeiro do grupo. Ele rapidamente progrediu através da organização para realizar uma série de papéis financeiros chave dentro da Avis UK. Ele logo começou a trabalhar em nível de diretoria dentro de uma subsidiária recém-adquirida na Grécia e ocupou dois outros cargos no exterior, na Itália e Espanha. Cooper também foi membro da equipe que comprou as empresas Budget Car Rental da administração e posteriormente se tornou seu diretor financeiro em 2003.
Ele entrou para a McLaren Racing como diretor financeiro em janeiro de 2005 e assumiu mais responsabilidades, tornando-se diretor comercial e financeiro em 2010. Neste cargo, ele promoveu um papel cada vez mais ativo no desenvolvimento e direção do relacionamento da equipe com a Honda.